# Шишинерь
Шишинерь — деревня в Малмыжском районе Кировской области в составе Рожкинского сельского поселения. 

## География
Находится на правобережной части района на расстоянии примерно 15 километров по прямой на север-северо-запад от районного центра города Малмыж.

## История
Известна с 1873 года, когда в ней было учтено дворов 90 и жителей 705, в 1905 162 дворов и 922 жителей, в 1926 146 и 667, в 1950 130 и 498 соответственно. В 1989 году учтено 170 жителей.

## Население
Постоянное население  составляло 95 человек (русские 72%) в 2002 году, 31 в 2010.